# Ramsay MacDonald
James Ramsay MacDonald (ur. 12 października 1866 w Lossiemouth, Morayshire, Szkocja, zm. 9 listopada 1937 podczas rejsu statkiem Reina del Pacifico na Oceanie Atlantyckim) – brytyjski polityk szkockiego pochodzenia, premier Wielkiej Brytanii w latach 1924 oraz 1929–1935. Przewodził mniejszościowemu rządowi Partii Pracy, który załamał się wobec wielkiego kryzysu. Od 1931 r. MacDonald stał na czele tzw. rządu narodowego składającego się z konserwatystów, liberałów i kilku laburzystów. Wszedł też do kolejnego rządu premiera Baldwina.

## Życiorys

### Wczesne lata życia
Przyszły premier był nieślubnym synem szkockiego rolnika Johna Macdonalda i Anne Ramsay. Podstawowe wykształcenie odebrał we Free Church of Scotland School w Lossiemouth. Od 1875 r. kształcił się w szkole parafialnej w Drainie. W latach 1881–1885 był nauczycielem w tej szkole. Następnie rozpoczął pracę w Bristolu. Tam wstąpił do Federacji Demokratycznej, która wkrótce przekształciła się w Federację Socjaldemokratyczną. Pod koniec 1885 r. powrócił na krótko do Lossiemouth, ale na początku 1886 r. wyjechał do Londynu. Tam początkowo nie mógł znaleźć pracy. Kontynuował nadal swoją działalność w organizacjach socjalistycznych.
Interesował się polityką rządu w sprawach szkockich. W 1888 r. brał udział w tworzeniu London General Committee of Scottish Home Rule Association. Po 1890 r. wycofał się z aktywnego uczestnictwa w pracach komitetu, ale pozostał zwolennikiem wprowadzenia w Szkocji rządów domowych. W tym czasie MacDonald uczęszczał na wieczorowe kursy fizyki, botaniki, rolnictwa i matematyki w Birkbeck Literary and Scientific Institution, jednak nagłe pogorszenie się jego stanu zdrowia uniemożliwiło mu przystąpienie do egzaminów.
W 1888 r. MacDonald został prywatnym sekretarzem Thomasa Lougha, późniejszego liberalnego deputowanego do Izby Gmin. MacDonald pracował u niego do 1892 r., następnie został dziennikarzem. Przez krótki czas był członkiem Towarzystwa Fabiańskiego oraz wykładowcą w London School of Economics.

### Początki kariery politycznej
W maju 1894 r. wstąpił do utworzonej rok wcześniej Niezależnej Partii Pracy (ILP). W 1895 r. wystartował z jej ramienia w wyborach parlamentarnych, ale poniósł porażkę. Brakiem sukcesu zakończył się również jego start w wyborach 1900 r. W 1900 r. został pierwszym sekretarzem Labour Representation Committee (LRC). W tym czasie wiele podróżował. Odwiedził m.in. Kanadę i Stany Zjednoczone w 1897 r., Związek Południowej Afryki w 1902 r., Australię i Nową Zelandię w 1906 r., oraz kilkukrotnie Indie.
W 1906 r. LRC zmienił nazwę na Partię Pracy i wchłonął w swoje szeregi ILP. W tym samym roku MacDonald wreszcie dostał się do Izby Gmin, wygrywając wybory w okręgu Leicester. Nieliczna grupa parlamentarzystów Partii Pracy popierała liberalne gabinety. MacDonald rychło stał się liderem lewego skrzydła partii, nawołującego do odcięcia się od polityki Partii Liberalnej. W 1911 r. MacDonald został przewodniczącym Parlamentarnej Partii Pracy. W 1914 r. poparł rząd w sprawie przystąpienia Wielkiej Brytanii do I wojny światowej.
MacDonald przegrał wybory parlamentarne w 1918 r. i przez kolejne 4 lata pozostawał poza Izbą Gmin. Do parlamentu powrócił w 1922 r., wygrywając wybory w okręgu Aberavon. W tym samym roku został wybrany liderem Partii Pracy. W tym czasie, wobec kryzysu w szeregach Partii Liberalnej, laburzyści stali się główną opozycją parlamentarną. W grudniu 1923 r. odbyły się przedterminowe wybory, które wprawdzie wygrała Partia Konserwatywna, ale nie uzyskała większości w Izbie Gmin. W styczniu 1924 r. rząd Stanleya Baldwina otrzymał od izby wotum nieufności i podał się do dymisji. Nowym premierem został dotychczasowy lider opozycji, Ramsay MacDonald.

### Pierwszy raz na stanowisku premiera
Równocześnie z objęciem stanowiska premiera MacDonald został przewodniczącym Izby Gmin (stanowisko ministerialne, nie mylić ze speakerem) i ministrem spraw zagranicznych. W marcu 1924 r., mimo sprzeciwu ze strony Admiralicji, zadecydował o zakończeniu budowy bazy wojskowej w Singapurze. W czerwcu odbyła się w Londynie konferencja państw alianckich z czasów I wojny, na której opracowano nowy plan spłat reparacji wojennych oraz podjęto decyzje w sprawie francuskiej okupacji Zagłębia Ruhry. Wkrótce podpisano brytyjsko-niemiecki traktat handlowy.
Rząd brytyjski nawiązał również bliższe kontakty ze Związkiem Radzieckim, przede wszystkim poprzez uznanie tego państwa. W lutym 1924 r. rozpoczęły się negocjacje brytyjsko-radzieckiego traktatu handlowego. Negocjacje te spotkały się ze sprzeciwem zarówno konserwatystów, jak i liberałów. Stały się też jedną z przyczyn upadku pierwszego laburzystowskiego rządu.
25 października 1924, na cztery dni przez przyspieszonymi wyborami parlamentarnymi, w konserwatywnym Daily Mail ukazał się tzw. „list Zinowjewa” (Zinoviev Letter), adresowany do Komitetu Centralnego Komunistycznej Partii Wielkiej Brytanii, który nawoływał partię do zwiększenia agitacji w Wielkiej Brytanii, zwłaszcza w siłach zbrojnych. Konserwatyści wykorzystali to do kampanii przeciwko brytyjsko-radzieckiemu traktatowi handlowemu z 8 sierpnia, który ich zdaniem był furtką dla radzieckich wpływów w brytyjskim ruchu robotniczym. Wybory zakończyły się lawinowym zwycięstwem konserwatystów i Partia Pracy ponownie przeszła do opozycji.

### Drugi rząd
Stabilna większość, jaką cieszył się po wyborach rząd Baldwina, pozwoliła mu przetrwać do końca kadencji w 1929 r. Zorganizowane w maju tego roku wybory parlamentarne zakończyły się zwycięstwem Partii Pracy, która uzyskała 288 mandatów, wobec 260 mandatów Partii Konserwatywnej i 59 Partii Liberalnej. MacDonald zmienił podczas tych wyborów okręg wyborczy na Seaham i stanął po raz drugi na czele mniejszościowego laburzystowskiego rządu, który cieszył się jeszcze poparciem liberałów.
Ponieważ Partia Pracy dysponowała tym razem stabilniejszą większością w parlamencie niż w 1924 r., udało jej się przegłosować kilka ustaw z zakresu bezpieczeństwa socjalnego – Old Age Pensions Act oraz Unemployment Insurance Act. MacDonald zorganizował również spotkanie z liderami Indyjskiego Kongresu Narodowego, na którym obiecał większą autonomię Indii. W kwietniu 1930 r. negocjował ze Stanami Zjednoczonymi i Japonią traktat dotyczący ograniczenia zbrojeń na morzu.
Laburzystowski rząd nie poradził sobie jednak z narastającym od 1929 r. światowym kryzysem ekonomicznym. Rząd uległ presji bankierów i zastosował operację deflacyjną, zmierzającą do drastycznych cięć wynagrodzeń urzędników państwowych, zasiłków dla bezrobotnych oraz do wprowadzenia „Means Test”, który miał określać sytuację finansową całej rodziny osoby bezrobotnej, której do otrzymania zasiłku wystarczał do tej pory sam fakt bycia bez pracy. Cięcia nie przyniosły oczekiwanych rezultatów. Obniżka żołdu dla marynarzy wywołała niezadowolenie w Royal Navy, co zostało zinterpretowane jako symptom upadku wiarygodności gospodarki brytyjskiej. Zagraniczni posiadacze funtów szybko wycofali swoje fundusze z City of London, zmuszając rząd do rezygnacji z parytetu złota i funta.

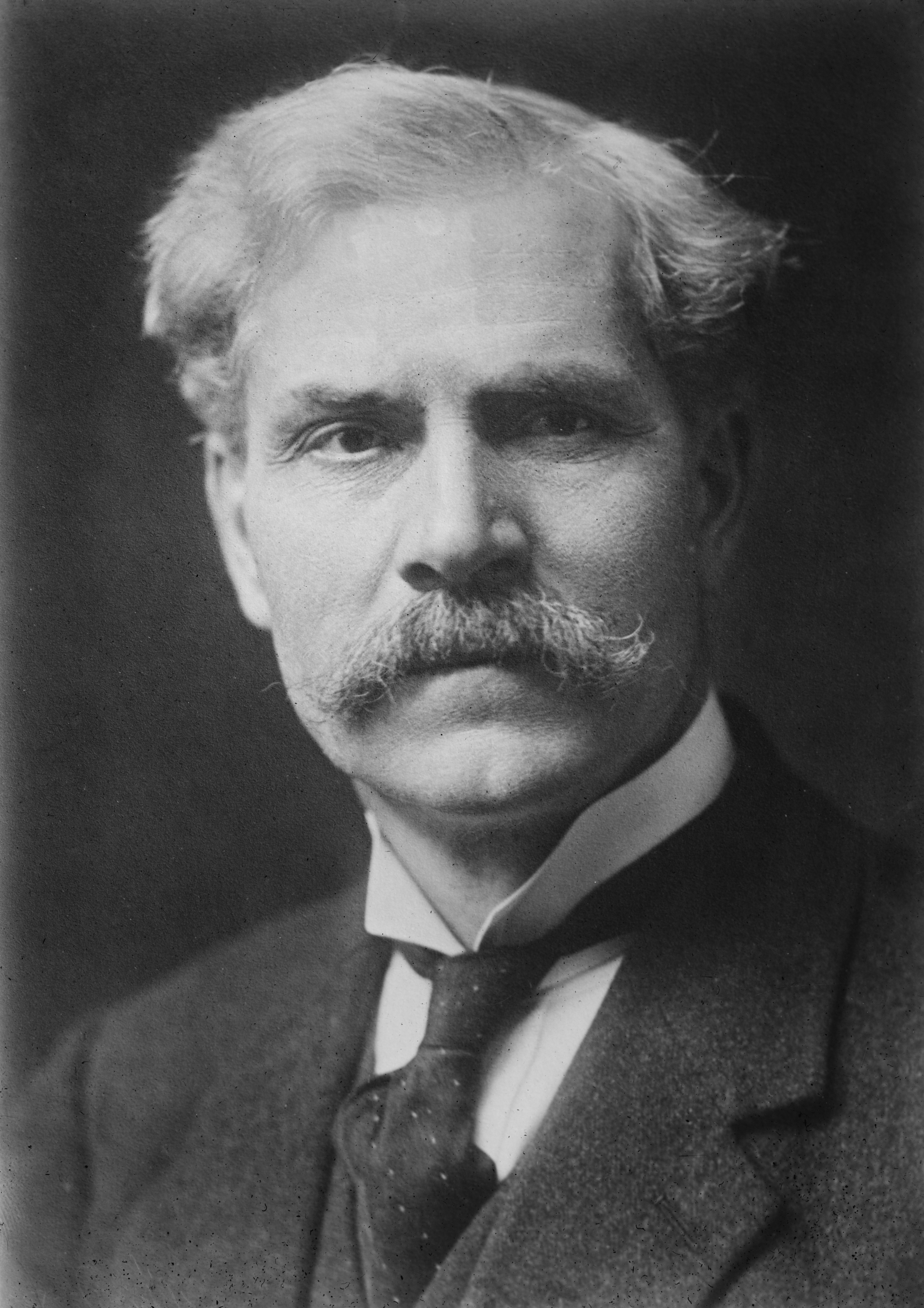
Ramsay MacDonald w latach 30.

Narastający kryzys i konflikt wewnątrz rządu na tle dalszych cięć spowodował, że 24 sierpnia 1931 r. MacDonald podał się do dymisji, po czym rozpoczął negocjacje z konserwatystami i liberałami dotyczące powołania rządu narodowego. Negocjacje zakończyły się sukcesem i MacDonald pozostał premierem, ale za sojusz z Partią Konserwatywną i Partią Liberalną został usunięty z Partii Pracy, która przeszła do opozycji. Razem z MacDonaldem do rządu narodowego przeszli kanclerz skarbu Philip Snowden oraz minister ds. dominiów James Henry Thomas, którzy założyli Narodową Partię Pracy.

### Rząd narodowy
Mimo braku poparcia dla rządu narodowego ze strony środowisk laburzystowskich wybory parlamentarne 1931 r. zakończyły się sukcesem stronników rządu narodowego (uzyskali oni 554 miejsca, w tym 470 dla konserwatystów, 68 dla liberałów i 13 dla narodowych laburzystów), wobec zaledwie 52 miejsc dla Partii Pracy. MacDonald stał na czele rządu, który dysponował największym w historii Wielkiej Brytanii zapleczem parlamentarnym. Był jednak uzależniony od Partii Konserwatywnej, która stanowiła większość rządowego zaplecza. Konserwatyści obsadzili też najważniejsze stanowiska rządowe.
W tym czasie MacDonald skoncentrował się na polityce zagranicznej. W 1932 r. uczestniczył w dwóch konferencjach międzynarodowych – rozbrojeniowej w Genewie oraz konferencji w Lozannie, dotyczącej niemieckich reparacji wojennych.
Pomiędzy 1933 a 1934 r. pogorszył się stan zdrowia MacDonalda. W maju 1935 r. zrezygnował ze stanowiska premiera, które przekazał Stanleyowi Baldwinowi. Sam został Lordem Przewodniczącym Rady. Podczas wyborów 1935 r. MacDonald przegrał w swoim okręgu z kandydatem Partii Pracy, Emmanuelem Shinwellem. Do Izby Gmin powrócił już w 1936 r. z okręgu Combined Scottish Universities, ale pogarszający się stan zdrowia nie pozwolił mu na działalność polityczną. MacDonald zmarł podczas podróży morskiej 9 listopada 1937 r.

## Życie prywatne
W 1896 r. poślubił Margaret Gladstone. MacDonald miał z nią sześcioro dzieci, w tym przyszłego polityka i ministra Malcolma oraz Ishbel MacDonald. Przyszły premier ciężko przeżył śmierć żony w 1911 r., pozostał wdowcem.

## Gabinety Ramsaya MacDonalda

### Pierwszy gabinet, styczeń – listopad 1924
- premier, minister spraw zagranicznych, przewodniczący Izby Gmin: Ramsay MacDonald
- lord kanclerz, przewodniczący Izby Lordów: Richard Haldane, 1. wicehrabia Haldane
- lord przewodniczący Rady: Charles Cripps, 1. baron Parmoor
- lord tajnej pieczęci: John Robert Clynes
- kanclerz skarbu: Philip Snowden
- minister spraw wewnętrznych: Arthur Henderson
- minister kolonii: James Henry Thomas
- minister wojny: Stephen Walsh
- minister ds. Indii: Sydney Olivier, 1. baron Olivier
- minister ds. Szkocji: William Adamson
- minister lotnictwa: Christopher Thomson, 1. baron Thomson
- pierwszy lord Admiralicji: Frederic Thesiger, 1. wicehrabia Chelmsford
- kanclerz Księstwa Lancaster: Josiah Wedgwood
- przewodniczący Zarządu Handlu: Sidney Webb
- minister rolnictwa i rybołówstwa: Noel Buxton
- przewodniczący Rady Edukacji: Charles Trevelyan
- poczmistrz generalny: Vernon Hartshorn
- pierwszy komisarz ds. prac publicznych: Frederick William Jowett
- minister pracy: Thomas Shaw
- minister zdrowia: John Wheatley

### Drugi gabinet, czerwiec 1929 – sierpień 1931
- premier, przewodniczący Izby Gmin: Ramsay MacDonald
- lord kanclerz: John Sankey, 1. wicehrabia Sankey
- lord przewodniczący Rady, przewodniczący Izby Lordów: Charles Cripps, 1. baron Parmoor
- lord tajnej pieczęci: James Henry Thomas
- kanclerz skarbu: Philip Snowden
- minister spraw wewnętrznych: John Robert Clynes
- minister spraw zagranicznych: Arthur Henderson
- minister kolonii, minister ds. dominiów: Sidney Webb, 1. baron Passfield
- minister wojny: Thomas Shaw
- minister ds. Indii: William Benn
- minister lotnictwa: Christopher Thomson, 1. baron Thomson
- minister ds. Szkocji: William Adamson
- pierwszy lord Admiralicji: Albert Alexander
- przewodniczący Zarządu Handlu: William Graham
- przewodniczący Rady Edukacji: Charles Trevelyan
- minister rolnictwa i rybołówstwa: Noel Buxton
- minister pracy: Margaret Bondfield
- minister zdrowia: Arthur Greenwood
- pierwszy komisarz ds. prac publicznych: George Lansbury

Zmiany
- czerwiec [1930 r. – James Henry Thomas zastępuje lorda Passfielda na stanowisku ministra ds. dominiów, Vernon Hartshorn zastępuje Thomasa na stanowisku lorda tajnej pieczęci, Christopher Addison zastępuje Noela Buxtona na stanowisku ministra rolnictwa i rybołówstwa
- październik 1930 r. – lord Amulree zastępuje lorda Thomsona na stanowisku ministra lotnictwa
- marzec 1931 r. – Hastings Lees-Smith zastępuje Charlesa Trevelyana na stanowisku przewodniczącego Rady Edukacji, Thomas Johnston zastępuje Vernona Hartshorna na stanowisku lorda tajnej pieczęci, Herbert Morrison wchodzi w skład gabinetu jako minister transportu

### Gabinet narodowy, sierpień 1931 – maj 1935
- premier, przewodniczący Izby Gmin: Ramsay MacDonald
- lord kanclerz: John Sankey, 1. wicehrabia Sankey
- lord przewodniczący Rady: Stanley Baldwin
- kanclerz skarbu: Philip Snowden
- minister spraw wewnętrznych: Herbert Samuel
- minister spraw zagranicznych: Rufus Isaacs, 1. markiz Reading
- minister kolonii, minister ds. dominiów: James Henry Thomas
- minister ds. Indii: Samuel Hoare
- przewodniczący Zarządu Handlu: Philip Cunliffe-Lister
- minister zdrowia: Neville Chamberlain

Zmiany
- listopad 1931 r. – Neville Chamberlain zastępuje Philipa Snowdena na stanowisku kanclerza skarbu, Snowden pozostaje w gabinecie jako lord tajnej pieczęci, Hilton Young zastępuje Chamberlaina na stanowisku ministra zdrowia, John Simon zastępuje lorda Reading na stanowisku ministra spraw zagranicznych, Philip Cunliffe-Lister zastępuje Jamesa Henry’ego Thomasa na stanowisku ministra ds. kolonii, Walter Runciman zastępuje Cunliffe-Listera na stanowisku przewodniczącego Zarządu Handlu, minister wojny lord Hailsham, minister lotnictwa lord Londonderry, minister ds. Szkocji Archibald Sinclair, pierwszy lord Admiralicji Bolton Eyres-Monsell, minister rolnictwa i rybołówstwa John Gilmour, przewodniczący Rady Edukacji Donald Maclean, minister pracy Henry Betterton oraz pierwszy komisarz ds. prac publicznych William Ormsby-Gore wchodzą w skład gabinetu
- wrzesień 1932 r. – Stanley Baldwin zastępuje Snowdena na stanowisku lorda tajnej pieczęci, John Gilmour zastępuje Herberta Samuela na stanowisku ministra spraw wewnętrznych, Walter Elliot zastępuje Gilmour na stanowisku ministra rolnictwa i rybołówstwa, Godfrey Collins zastępuje Archibalda Sinclaira na stanowisku ministra ds. Szkocji, lord Irwin zastępuje Donalda Macleana na stanowisku przewodniczącego Rady Edukacji
- grudzień 1933 r. – Baldwin przestaje być Lordem Tajnej Pieczęci, jego następcy na tym stanowisku nie wchodzą w skład gabinetu, Kingsley Wood zostaje członkiem gabinetu jako poczmistrz generalny
- czerwiec 1934 r. – Oliver Stanley zastępuje Henry’ego Bettertona na stanowisku ministra pracy

## Publikacje
- The Socialist Movement, 1911
- Labour and Peace, 1912
- Parliament and Revolution, 1919
- Foreign Policy of the Labour Party, 1923
- Margaret Ethel MacDonald, 1924